# 法蘭克·贊博尼
法蘭克·贊博尼（英語：Frank Joseph Zamboni, Jr.，1901年1月16日—1988年7月27日）是美國發明家，其最重要的發明為除冰機，以自己的姓氏成立了贊博尼公司。

## 生平
1901年，法蘭克生於美國猶他州尤里卡，他的雙親迅速買下靠近愛達荷州波卡特洛的農地，法蘭克便在當地成長。1920年，他們舉家搬遷至洛杉磯港區，因為他的兄長在附近開了一家汽車維修廠。法蘭克在就讀芝加哥一所商業學校後，1922年便與其弟勞倫斯在洛杉磯市郊開設了一家以電子服務為主的店面。之後數年，法蘭克結婚並育有三子，一位兒子和兩位女兒。1927年，他和勞倫斯參與製冰業務。他們的業務持續至1939年，後認為電動冷凍裝置大有發展前景，而在附近開設了一家溜冰場。
1940年，兩兄弟和一位親戚開設了一家名為冰島的溜冰場，並大受歡迎。法蘭克也設計一種能去除保冷管線產生的冰上波紋，讓冰面更平整。1946年，他取的該方法的專利。1949年，他發明一種能整平冰面的機器，將原要五個人花90分鐘的工作，轉變成只要一個人花15分鐘即可完成。最初的機械是由來自A20轟炸機的液壓缸、鑽油機的底盤、吉普車引擎、木製刮刀和一串滑輪所組成。他的兒子理查說：「他花了九年才完成（那部機器設計），因為大家都認為他太瘋狂了」。法蘭克最初並沒有預見這機器的應用是如此之廣，但桑雅·赫尼一看見這部機器便向他訂購了兩臺，芝加哥黑鷹隊也提出訂單。法蘭克在1953年獲得專利後，便在派拉蒙設立了贊博尼公司製造、銷售此機器。
這部機器會刮除、收及表面的冰層，再用清水刷洗表面。1950年代初期，法蘭克以吉普CJ為基礎設計了車型，在1956年至1964年都是使用此車型。因為機器熱賣，法蘭克便將生產線擴增至加拿大安大略布蘭特福德和瑞士等地。此後，「贊博尼」一詞也常作為除冰機的代名詞。

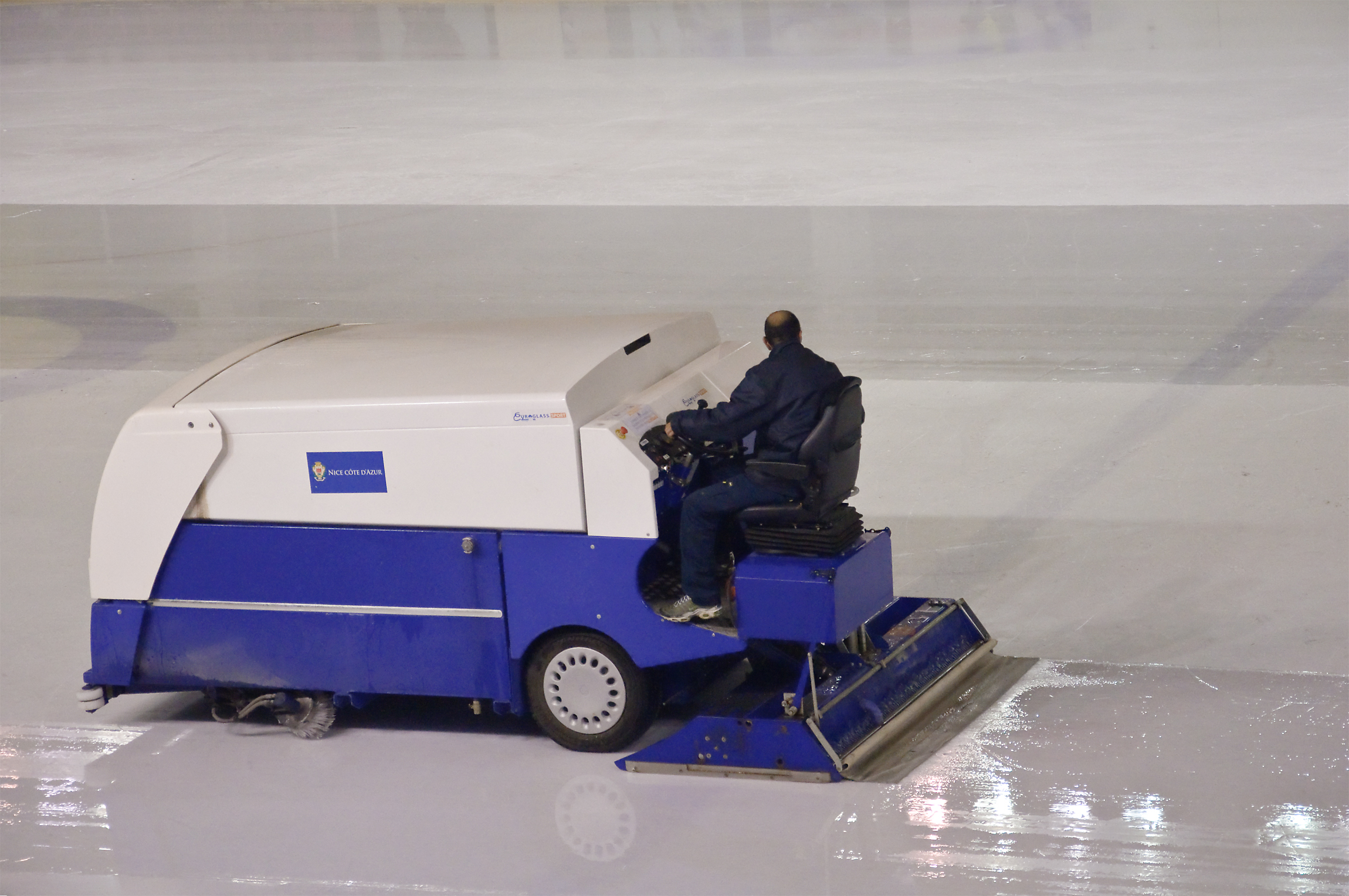
法蘭克於1949年發明的除冰機

1970年代，他發明一部能除去人工草皮積水的機器。1988年，他最後的發明已成為去除溜冰場積冰的常用機器。
1988年7月，法蘭克在長灘紀念醫院以87歲高齡過世，死因是肺癌造成的心搏停止。兩個月後其妻也過世。至此，贊博尼公司已銷售超過1000臺他們的著名除冰機—贊博尼除冰機。2012年4月，第10000台除冰機被賣給蒙特利爾加拿大人隊的主球場貝爾中心。該公司至今仍其由法蘭克其子嗣所控有。
2006年，法蘭克被收錄至世界花式溜冰名人堂。2009年，法蘭克被收錄至美國冰球聯盟名人堂。

## 其他
2013年1月16日，為了紀念贊博尼出生112週年，Google搜尋引擎上的Google Doodle更換了圖樣，點擊圖示可以進行除冰機小遊戲。

## 外部連結
- www.zamboni.com （页面存档备份，存于） — Frank J. Zamboni & Co.